# Skanderbeg-Platz

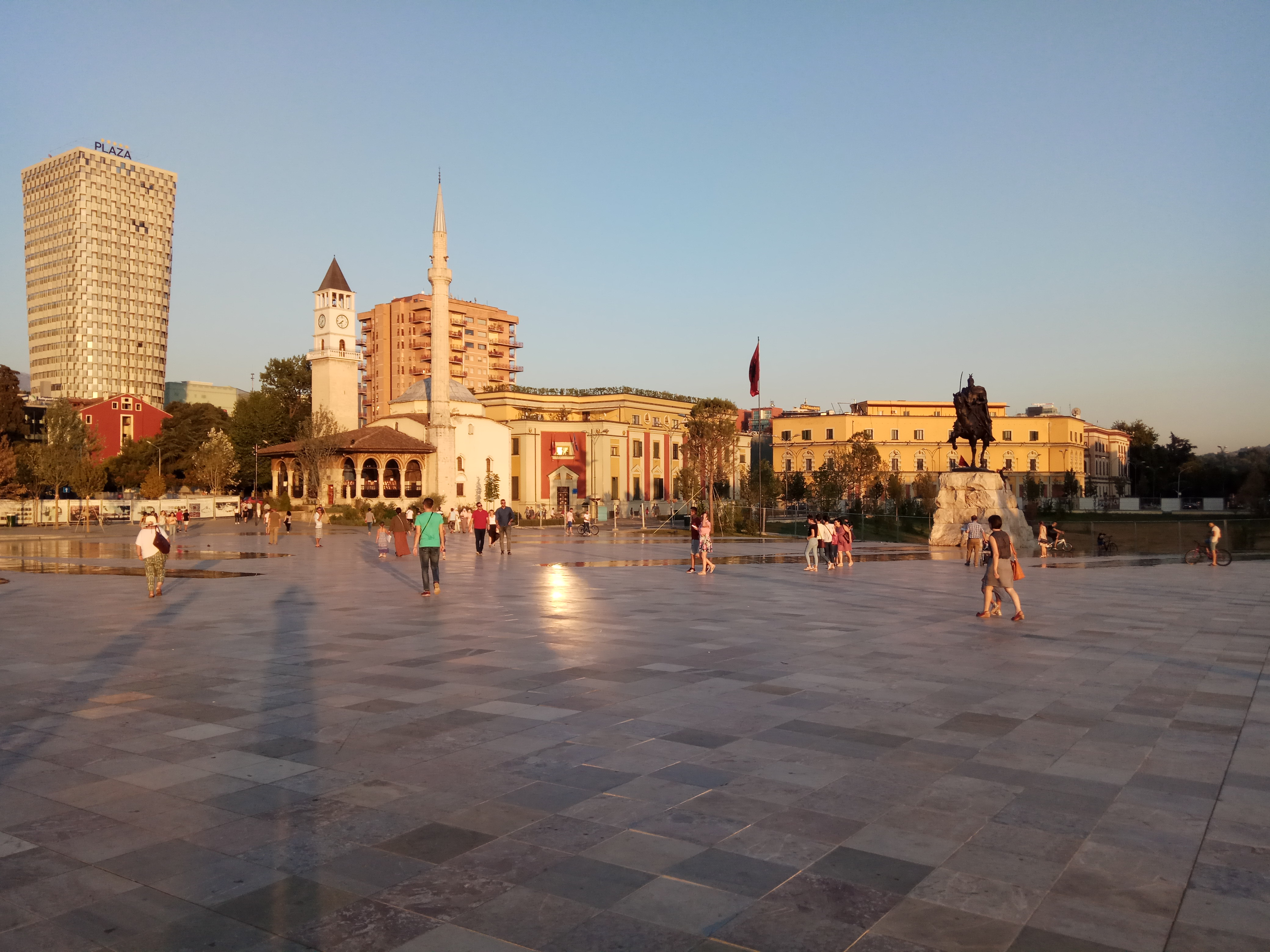
Die Wahrzeichen von Tirana am Skanderbeg-Platz (2017): Uhrturm, Et’hem-Bey-Moschee, Ministerien und Skanderbeg-Statue

Der Skanderbeg-Platz (albanisch Sheshi Skënderbej) ist der Hauptplatz der albanischen Hauptstadt Tirana. Er liegt zentral in der Stadt umgeben von öffentlichen Gebäuden; mehrere Straßen enden hier aus allen Richtungen kommend.
Benannt ist er nach dem albanischen Nationalhelden Skanderbeg. Seine Gesamtfläche beträgt etwa 38.000 Quadratmeter – ein Großteil ist heute verkehrsbefreite Fußgängerzone. Der Platz ist wirtschaftlich, kulturell, infrastrukturell und politisch das Zentrum des Landes.

## Geschichte

### Frühe Stadtplanung

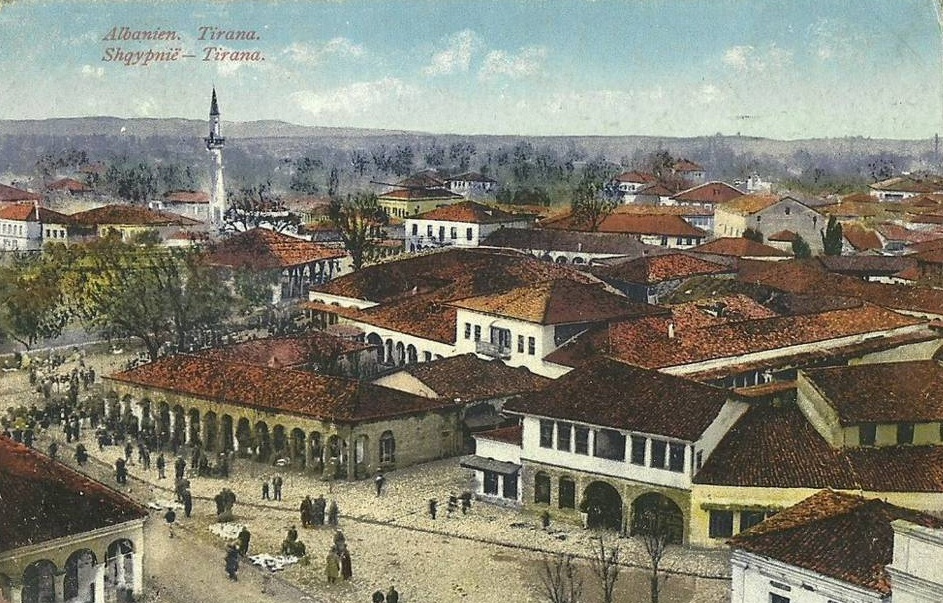
Ansicht des Ortszentrums von Tirana (1914), das dargestellte Viertel wurde später gänzlich abgerissen und ist heute der Nordteil des Platzes

Im Jahr 1917 wurde während der Besetzung durch Österreich-Ungarn im Ersten Weltkrieg ein öffentlicher Stadtplatz angelegt, aus dem sich später der Skanderbeg-Platz entwickelte. Jedoch wurde diese Fläche westlich des Basars schon früher als Sheshi Skënderbej oder Sheshi i Tregut bezeichnet, auch wenn es noch wenig von einem Platz hatte. Ein von den Österreichern 1917 erbautes Offizierskasino steht noch heute – genutzt als Puppentheater – am Südwestrand des Platzes. Nachdem Tirana 1920 zur Hauptstadt erkoren worden war und die Einwohnerzahl rasch anstieg, entstanden in der Folge mehrere Bebauungspläne, die alle einen zentralen Platz an dieser Stelle vorsahen, der von der Nord-Süd-Achse durch Tiranas Zentrum, im Norden der Bulevardi Zogu I., im Süden der Bulevardi Dëshmorët e Kombit, durchschnitten wird. Erste breite, gerade Straßenzüge wurden durch das Häusergewirr angelegt.

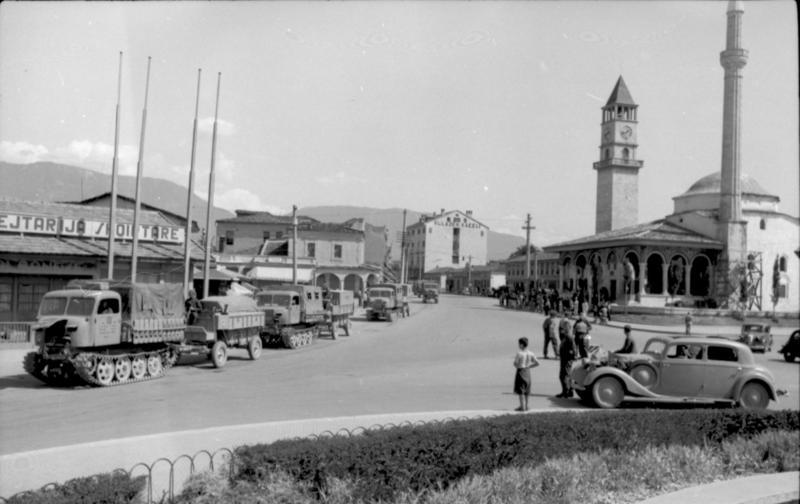
Teil des Platzes bei der Et’hem-Bey-Moschee (1943)

Erst in den späten 1930er Jahren war der Skanderbeg-Platz fertiggestellt. In dessen Zentrum stand eine kreisrunde Brunnenanlage, die 1944 im Krieg zerstört und nicht mehr ersetzt worden ist. Gegenüber der Et’hem-Bey-Moschee stand das Rathaus aus dem Jahr 1930, links davon im spitzen Winkel zwischen der Kavaja- und der Durrës-Straße das Café Kursaal. Beide Gebäude, Rathaus und Café, wurden im Rahmen späterer Umgestaltungen des Platzes abgebrochen. Weitere geplante Gebäude in der nördlichen Hälfte waren nie realisiert worden. Die Nordost-Ecke des Platzes bildete den Übergang zum Bazar-Viertel. Südlich des Brunnens schloss sich die ovale Anlage mit den Ministerien an. Diese bildeten damals noch den südlichen Abschluss der Stadt, aber eine Ausdehnung darüber hinaus war schon lange geplant. Daneben entstand am westlichen Rand des Platzes etwas zurückgesetzt noch der Hauptsitz der Nationalbank.

### Sozialismus
Nach dem Krieg wurde der Skanderbeg-Platz mehrfach umgestaltet. Bazar-Viertel mit orthodoxer Kathedrale und Rathaus mussten den neuen Monumentalgebäuden Platz machen, als der Skanderbeg-Platz ab den 1960er Jahren neu gestaltet wurde, um Platz zu schaffen für eine weite Fläche für politische Veranstaltungen und Kundgebungen vor der Kulisse von stalinistisch geprägten Monumentalbauten. Der Kulturpalast entstand als erster Neubau im Stil moderner sozialistischer Architektur mit einem hohen Portikus aus 18 Säulen in den Jahren 1960–1966. 1979 wurde das Hotel Tirana, bis weit in die 1990er Jahre mit 15 Stockwerken das höchste Gebäude der Stadt, eingeweiht. Zwei Jahre später wurde das Nationalmuseum eingeweiht, für das der Platz nochmals – nach Westen – erweitert wurde. Die anfangs unbebaute Rasenfläche davor musste nach dem Tod von Enver Hoxha weichen, als 1988 vor dem Museum eine monumentale Statue zu seinen Ehren enthüllt wurde. Schöpfer des Werkes waren der Bildhauer Shaban Hadëri und der Maler Sali Shijaku. Der Platz diente damals und zu Hoxhas Lebzeiten vor allem seiner Repräsentation.
Dem Namensgeber Skanderbeg zu Ehren wurde anlässlich seines 500. Todestags im Jahr 1968 im Mittelpunkt des Platzes eine elf Meter hohe, bronzene Reiterstatue errichtet. Das Denkmal wurde von Odhise Paskali entworfen. Das Monument von Josef Stalin, das zuvor an dieser Stelle stand, wurde versetzt.

### 1990er-Jahre
Der Skanderbeg-Platz war seit dem Zusammenbruch des kommunistischen Systems stark vom Autoverkehr geprägt. Als zentraler Knotenpunkt verband er nunmehr viele Stadtteile miteinander. Davor in den 1980er Jahren gab es keine Verkehrsregelung – die sehr wenigen Fahrzeuge querten den Platz fast beliebig. Später wurde ein großer Kreisverkehr eingeführt und das Befahren der Flächen in der Mitte verboten, so dass diese zu teils schwer zugänglichen Inseln im wilden Verkehr wurden.
Die Hoxha-Statue auf dem nordwestlichen Teil des Platzes wurde im Februar 1991 bei den Studentenprotesten gestürzt. Während des Transformationsprozesses fanden auf dem Skanderbeg-Platz wiederholt politische Kundgebungen und Demonstrationen statt. Aber auch Konzerte wurden auf der Bühne vor dem Kulturpalast durchgeführt, so zum Beispiel 1999 ein Konzert von DJ Bobo mit 150.000 Zuschauern. In den 1990er Jahren standen auf dem Platz auch einige Jahrmarkt-Geschäfte neben unzähligen kleinen Verkaufsbuden, wie sie damals überall in der Stadt standen.

### Nach 2000
Der damalige Bürgermeister Edi Rama (PS) verfolgte ab dem Jahr 2008 Pläne zur Umgestaltung, um den Platz zu modernisieren und zu europäisieren. Er veranstaltete zusammen mit der Stadtverwaltung und Experten einen internationalen Wettbewerb, welchen 2008 das Architektur-Studio 51n4e gewann. Die Umbauarbeiten begannen im März 2010, verzögerten sich aber, weil die von der Demokratischen Partei dominierte Landesregierung Einspruch erhob. Sie sollten 2012 beendet werden. Die Rekonstruktion sah eine Umstrukturierung des Platzes in eine Fußgänger- und ÖV-Zone vor, um ihn eine klare Bestimmung zu geben. Der gesamte Verkehr sollte auf Umfahrungsstraßen umgeleitet werden. Die Baukosten sollten sich auf etwa 11,5 Millionen Euro belaufen. Zwischen der Nationalbank und dem Museum war ein neues Gebäude geplant, das den Platz klarer abschließt. Zudem waren rund um den Platz noch einige Hochhäuser geplant, darunter den bereits fertiggestellten TID Tower.

„Im Zentrum der Stadt findet man noch heute, was ganz am Beginn stand: Die Moschee, das Herz jenes osmanischen Dorfes vor hundert Jahren. Heute bilden der Platz und der von ihm ausgehende Boulevard das Herz der Stadt. Umrahmt von den Gebäuden aus der italienisch-faschistischen Periode und dem Kulturpalast, der das Symbol unserer politischen Liebesgeschichte mit der Sowjetunion ist. Unweit davon befindet sich das Hotel Tirana, das Symbol unserer politischen Liebesgeschichte mit China, dann das Nationalmuseum, ein Symbol unseres Narzissmus und unserer Selbstisolation. Und dann sind da noch die leeren Flächen, die von den gestürzten Denkmälern zurückgelassen wurden und uns an die Leere erinnern, in der wir nach wie vor in einem Spannungsfeld zwischen Vergangenheit und Zukunft gefangen sind. In diese Leere versuchen wir nun, den Platz der Zukunft zu bauen.“

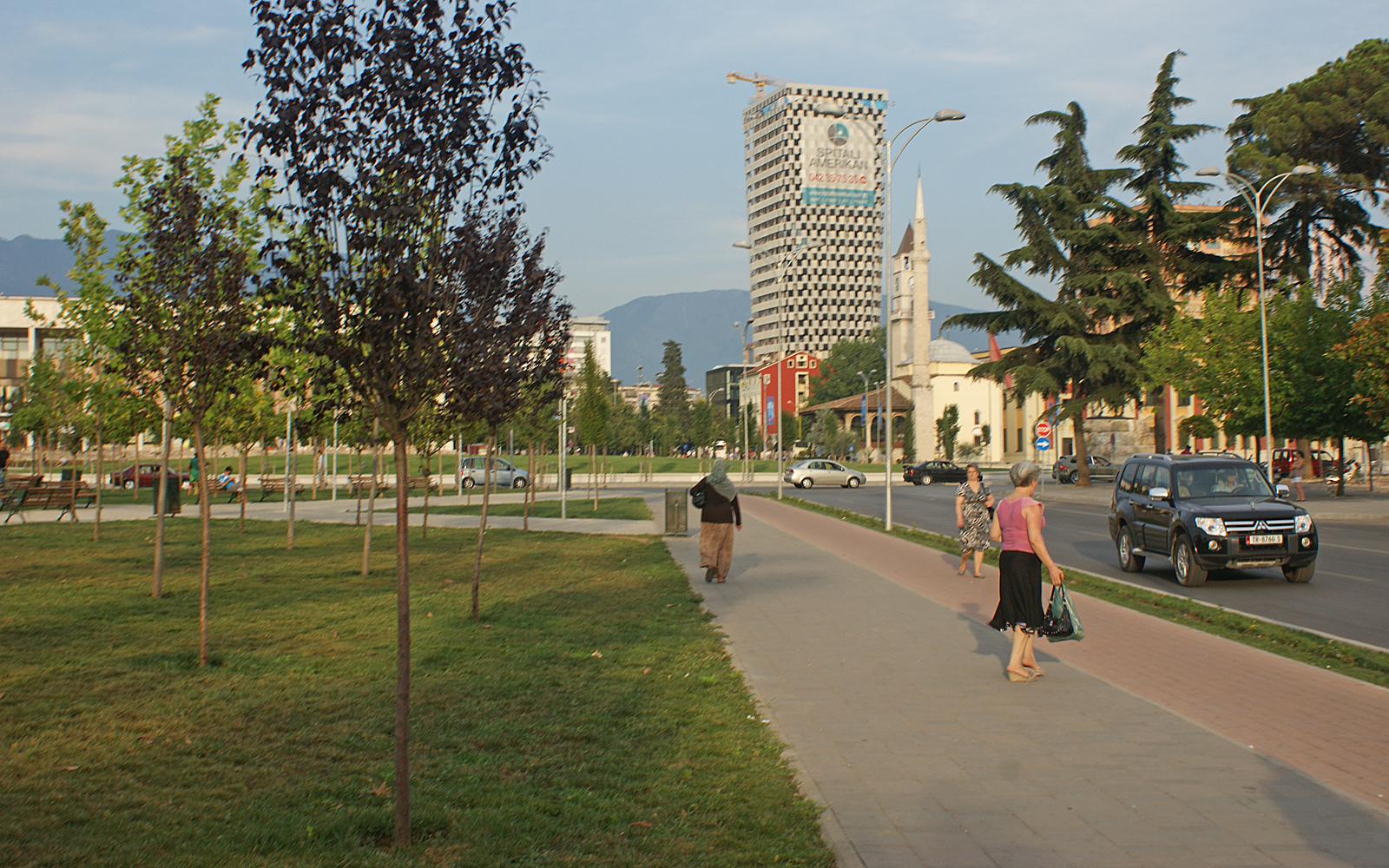
Zentrale Teile des Platzes im Sommer 2012 nach Abschluss der Umgestaltung

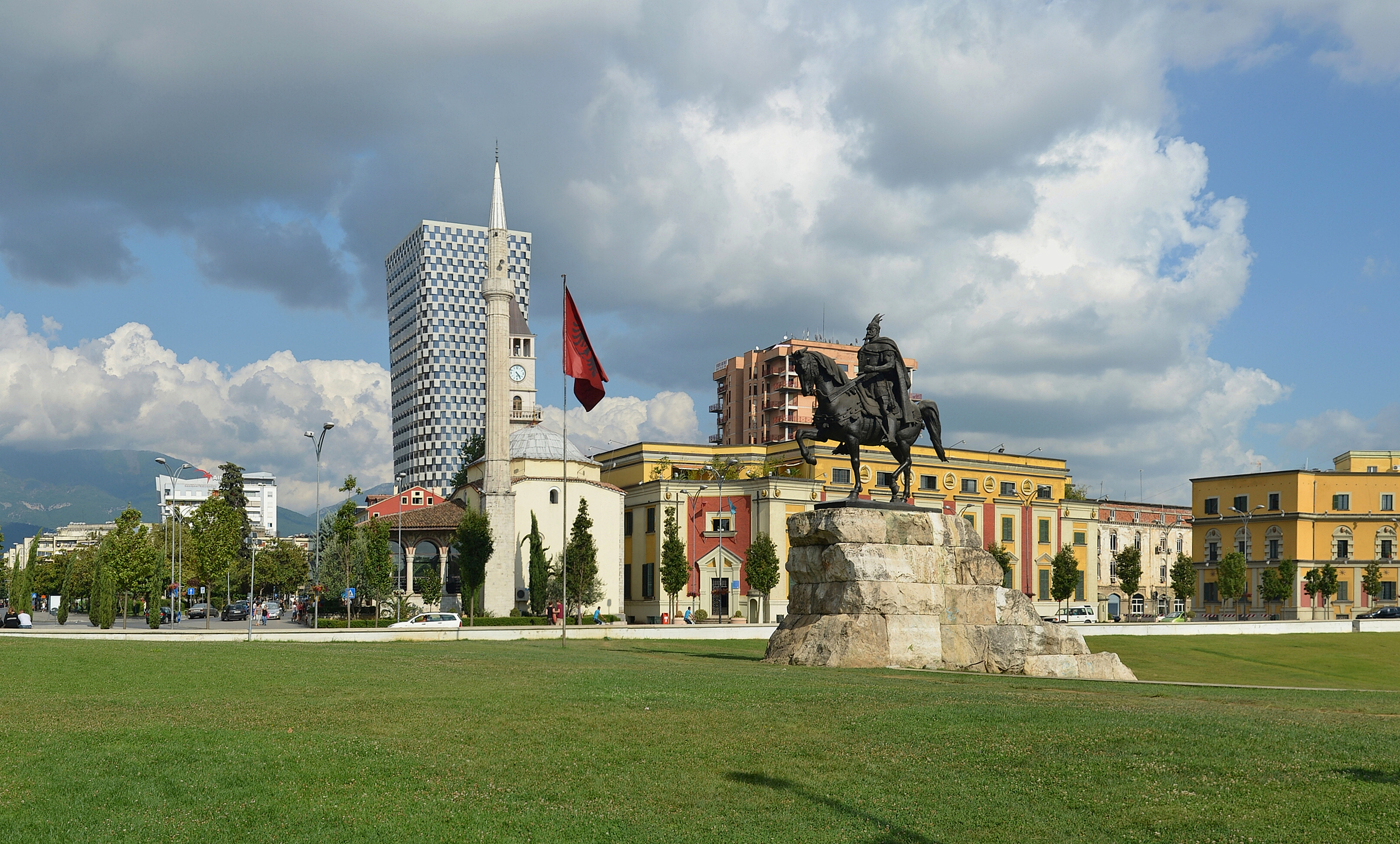
Grünfläche und Denkmal in der Mitte des damals neu gestalteten Platzes (2014)

Nach der Abwahl von Rama im Sommer 2011 und der Wahl des Demokraten Lulzim Basha zum neuen Bürgermeister wurde ein neuer Gestaltungsplan realisiert, der mehr Grünflächen vorsah und den Autoverkehr nicht vom Platz verbannt. Anstatt Grau dominierte jetzt Grün: Der südliche Teil zwischen den Ministerien ist eine Rasenfläche, die sich nach Norden bis in die Mitte des Kulturpalastes zieht. Rasen findet sich auch auf dem Platz vor der Bank, wie auch ein Streifen vor dem Kulturpalast begrünt wurde. Die Brunnenanlage im nördlichen Bereich wurde zugunsten einer weiten, gepflasterten Fläche abgerissen. Im westlichen Teil gibt es jetzt eine kleine Parkanlage mit vielen neu gepflanzten Bäumen, wofür auch ein Straßenstück rückgebaut wurde. Für das Projekt ab 2010 wurde vom Staat Kuwait ein Zuschuss in Höhe von zehn Millionen Euro bereitgestellt.
Der Autoverkehr wurde noch immer in einem großen Kreisverkehr um den zentralen und südlichen Teil herumgeführt. Schmalere Fahrbahnen, Radwege und Verkehrsinseln geben Fußgängern und Fahrradfahrern neuen Raum und Sicherheit.

### Heutige Form
2016 wurde unter dem neuen Bürgermeister Erion Veliaj erneut begonnen, den Platz umzugestalten mit dem Ziel, ihn vom Verkehr zu befreien und in eine große Fußgängerzone zu verwandeln. Zudem wurde im westlichen Bereich ein unterirdisches Parkhaus errichtet. Veliaj griff damit im Wesentlichen den Plan seines Vorgängers Edi Rama auf. Ziel war es, eine verkehrsfreie Fläche wie in früheren Zeiten zu gestalten und so der Öffentlichkeit, insbesondere auch Kindern und Jugendlichen, einen Raum für Freizeitaktivitäten zu bieten. Die 13,5 Millionen Euro teure Umgestaltung wurde im Juni 2017 eingeweiht. Das Projekt wurde von den Vereinigten Arabischen Emiraten finanziert. Der Auflösung der Verkehrsflächen gingen regelmäßige autofreie Tage voraus, die gezielt mit Attraktionen für Kinder und junge Familien ausgestaltet worden waren und so die Akzeptanz der Bevölkerung für die Verbannung der Autos förderten.
Der Platz wird oft für Veranstaltungen und Aktivitäten genutzt. Es gibt Weihnachtsmärkte, Sportveranstaltungen, Konzerte – aber auch Raum für Spiel und kostenlose Aktivitäten.

## Gestaltung
Dem Platz fehlt ein einheitliches Aussehen: Er besteht aus mehreren Flächen, die im Verlaufe der Zeit hinzugekommen sind, und nur wenig einheitlich gestalteten Gebäuden, die im Vergleich zur Weite des Platzes eher niedrig sind. Der Skanderbeg-Platz besteht aus einem ovalen Hauptteil und drei viereckigen Nebenteilen, die sich im Norden und Nordwesten anschließen. Neben dem architektonisch gestalteten ältesten Teil mit den einheitlichen Ministerien und der Stadtverwaltung (Bashkia) im Stil der Neorenaissance liegen große Flächen mit wenigen großen Monumentalbauten.

### Anlage bis 2010
Am Rande des zentralen und südlichen Teils verlief ein großer Kreisverkehr aus etwa drei bis vier Spuren. Die Flächen im westlichen Teil wurden noch von einigen Verlängerungen der Zubringerstraßen durchschnitten.
Auf dem zentralen Teil stand eine Brunnenanlage mit einigen Wasserspielen, die aber selten in Betrieb war. In der Mitte des südlichen Teils befand sich eine kleine Parkanlage oder Garten, die etwas tiefer lag – um den Gebäuden eine imposantere Wirkung zu verleihen – und von ein paar hohen Bäumen gesäumt war. Um das Jahr 2005 wurden die Nadelbäume in der Parkanlage im südlichen Teil gefällt.
Der kleine Nebenteil vor der Nationalbank war im Gegensatz zu den meist asphaltierten Flächen mit Bäumen bepflanzt.

### Anlage von 2012 bis 2016
Unter Bürgermeister Basha und Premierminister Berisha hatte der Platz mehrere Grünflächen erhalten. Über die ganze Länge des Ostteils zog sich eine Rasenfläche, in deren Mitte das Skanderbegdenkmal stand und die vom großen Kreisverkehr umgeben war. Eine Nutzung dieser Fläche war nicht vorgesehen. Im westlichen Teil zwischen Bank und Museum wurde ein kleiner Park mit Bäumen angelegt. Es gab Wege und Bänke. Auch dieser Teil wurde vom Verkehr umflossen.

### Anlage seit 2017

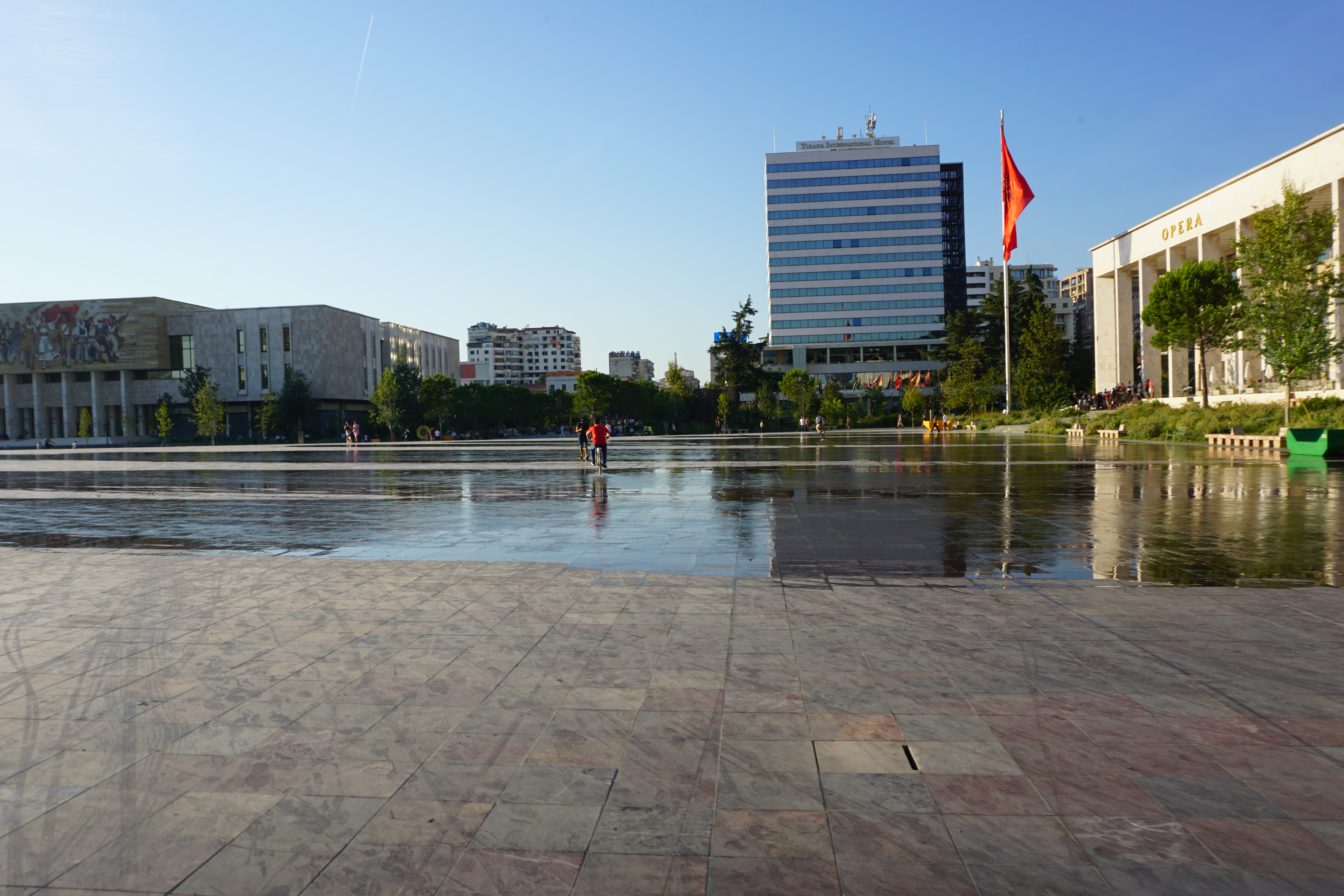
Der Platz nach der Neugestaltung von 2017

Der Platz ist nunmehr eine große Fußgängerzone, die mehrheitlich vom Verkehr befreit ist. Die Verkehrsführung tangiert den Platz aber an den Rändern, so ganz im Westen, vor dem Puppentheater, den Ministerien und der Moschee. Das Oval vor den Ministerien ist noch immer eine Rasenfläche, neu um einige Bäume bereichert. Zwischen Moschee, Bank, Oper und Museum ist eine fast quadratische Fläche aus Steinplatten entstanden, die im Südwesten noch von einigen Bäumen durchsetzt wird. Die Steinplatten stammen aus allen Gebieten Albaniens und sollen so die nationale Einheit symbolisieren. 100 Springbrunnen sind in den Boden eingelassen. Nördlich der Nationalbank befindet sich die Einfahrt zum unterirdischen Parkhaus und ein Grünstreifen, der den Platz im Westen gegen den Verkehr abschirmen soll. Ein kreisrunder Einlass im Plattenboden dient als Zugang zur Parkgarage.

## Gebäude

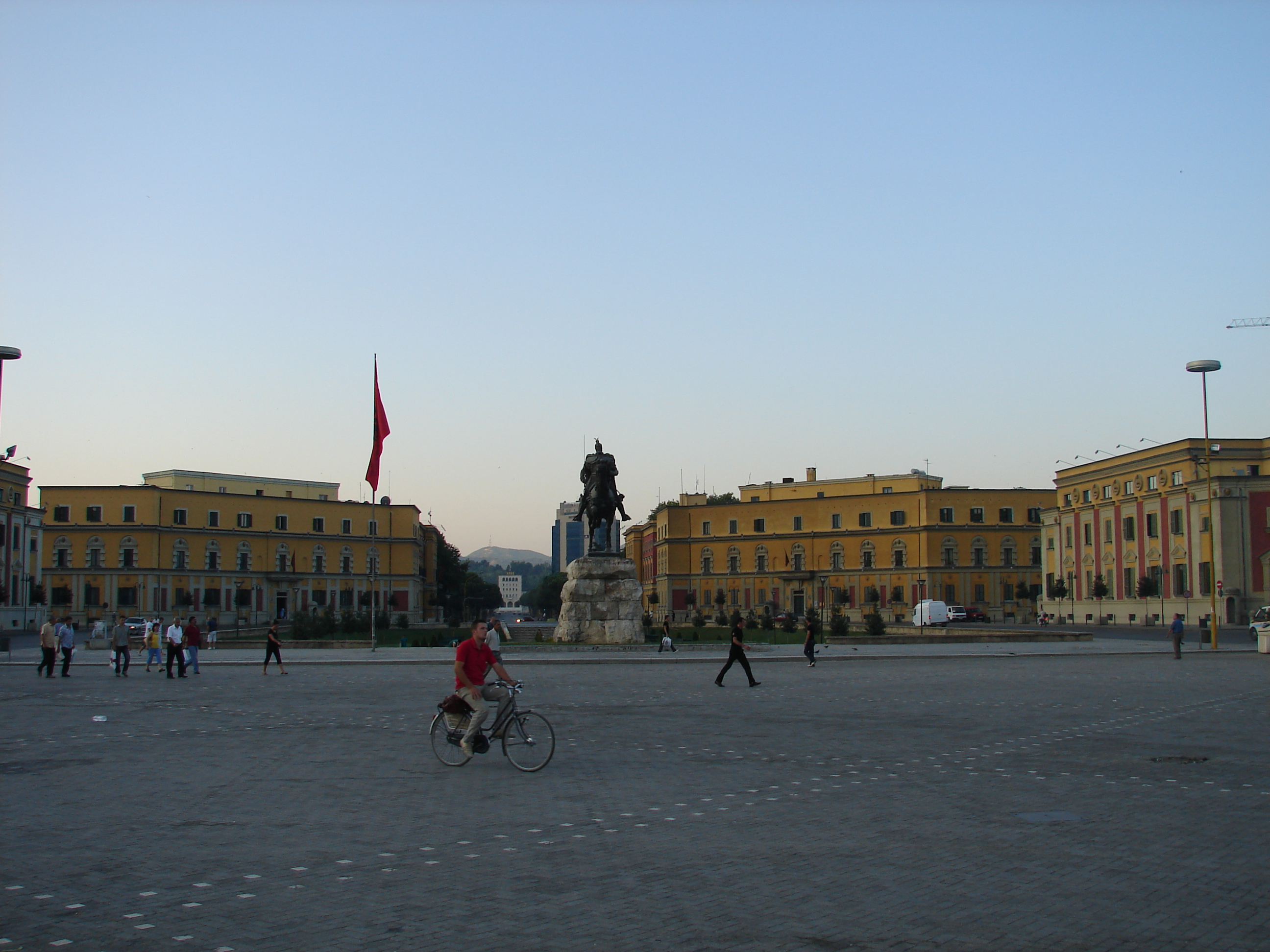
Skanderbeg-Denkmal und Ministerien (2008)

Der Platz wird vom Tirana International Hotel, dem Kulturpalast mit Oper und Nationalbibliothek, der Et’hem-Bey-Moschee und dem Uhrturm dahinter, der Stadtverwaltung (Bashkia), dem Ministerium für Öffentliche Arbeiten, Transport und Telekommunikation, dem Landwirtschaftsministerium, dem Ministerium für Wirtschaft, Handel und Energie, dem heutigen Puppentheater, in dem von 1924 bis 1939 das Parlament untergebracht war, dem Hauptsitz der Demokratischen Partei Albaniens, der Banka e Shqipërisë und dem Historischen Nationalmuseum umgeben (von Norden im Uhrzeigersinn). Das große Mosaik an der Fassade des Nationalmuseums, das Albaner aus verschiedenen Epochen zeigt, prägt noch immer den ganzen Platz.

## Öffentlicher Verkehr
Die meisten Buslinien von Tirana starteten am Skanderbeg-Platz. Ausgangspunkte waren drei Bushaltestellen: eine etwas zurückgesetzt hinter dem Uhrturm im Osten, die anderen beiden am westlichen Rand des Platzes am Beginn der beiden Ausfallstraßen Rruga e Durrësit und Rruga e Kavajës.

## Plätze mit gleichem Namen
Der zentrale Platz der kosovarischen Hauptstadt Pristina heißt ebenfalls Skanderbeg-Platz. In Skopje, Nordmazedonien, gibt es ebenfalls einen Skanderbeg-Platz, ebenso in Rom (Piazza Scanderbeg). Tirana ist neben Pristina und Skopje eine von drei Balkanhauptstädten, in denen eine Skanderbeg-Statue aufgestellt wurde.